# Soia

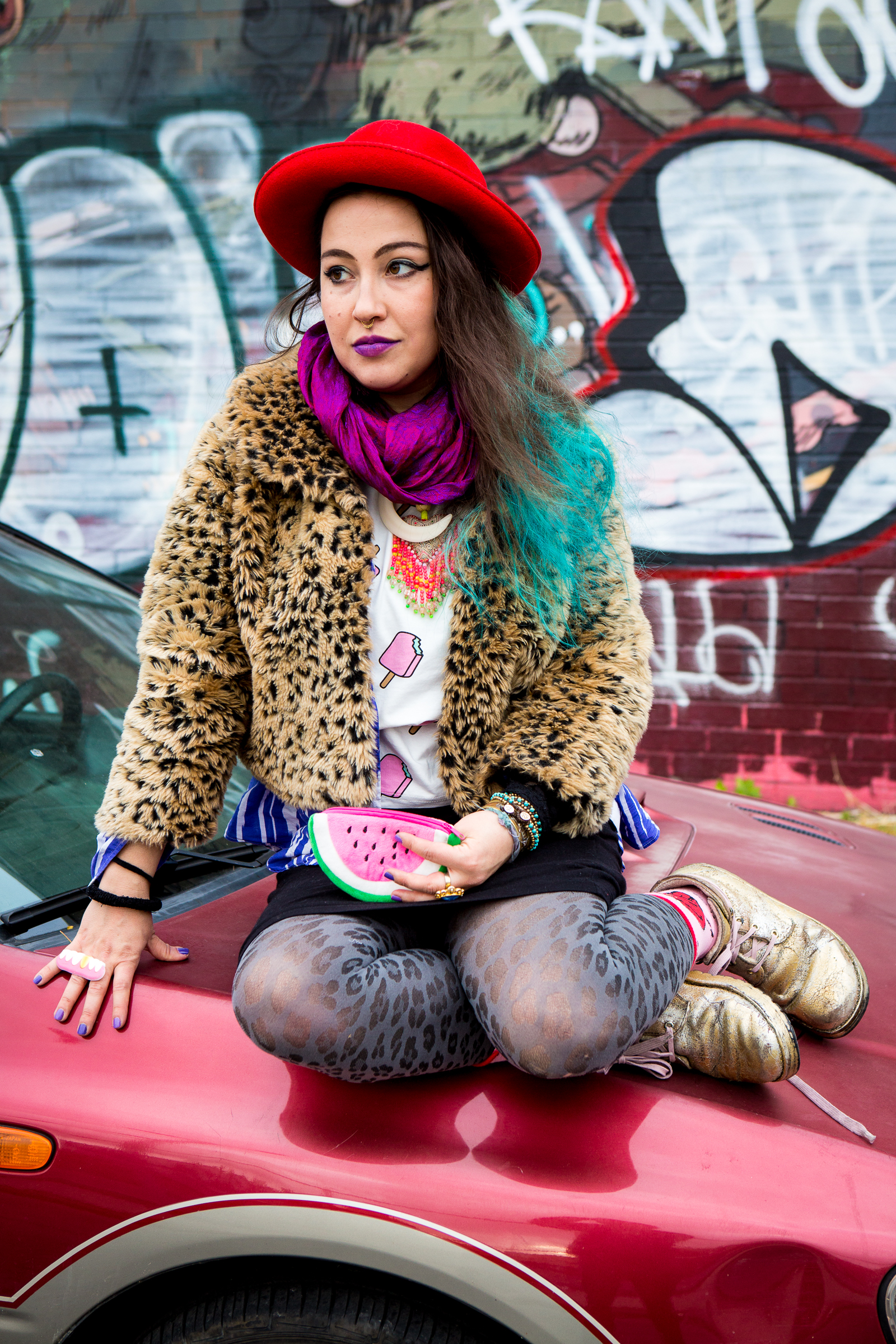
Soia (2015)

Soia (* 1986 in Taipeh als Sophia Hagen) ist eine österreichische Sängerin, Textautorin und Produzentin. Nach Erscheinen ihrer ersten Single Obtaining im Jahr 2011 veröffentlichte sie mehrere Alben. Ihr musikalisches Schaffen oszilliert zwischen Neo-Soul, RnB, Jazz und elektronischer Popmusik. Seit 2020 ist sie auch als Musikproduzentin tätig und lebt in Wien.

## Leben
Soia wuchs in Taiwan auf, bis sie im Alter von sechs Jahren nach Tullnerfeld, Österreich zog, wo sie weitere sechs Jahre lebte. Während ihrer Zeit in Tullnerfeld war die Heranwachsende mit rechter Gewalt konfrontiert. Im Alter von 18 Jahren gründete Soia zusammen mit ihrem damaligen Partner ihre erste Band. Soia studierte Biotechnologie an der Universität für Bodenkultur Wien. Aus moralischen Gründen entschied sie sich jedoch gegen die Arbeit in der Pharmaindustrie.
Soia vertritt feministische Positionen, sowohl in ihren Liedern als auch in Interviews.
Seit 2011 arbeitet sie eng mit ihrem Produzenten, dem Jazzpianisten MEZ, zusammen.

## Diskografie
Alben:
- 2013: Mood Swings (Record Breakin’/USA)
- 2016: H.I.O.P. (Record Breakin’/USA)
- 2016: H.I.O.P. (Sweet Soul Records/Japan)
- 2019: Where Magnolia Grows (Beat Art Department/Compost Records)
- 2020: G’schichtn aus’m Wiener (Porzellan Records)

Singles:
- 2020: Soia & Moo Latte - Renegade
- 2021: Pale Male feat. Soia - Movin Fast
- 2022: Wrong from Right (feat. Cam Rose)
- 2023: Preacher

## Auszeichnungen
- Amadeus Austrian Music Award 2017: Best Sound für Soia – H.I.O.P.[8]
- Amadeus Austrian Music Award 2017: FM4 Award Nominierung[8]
- Amadeus Austrian Music Award 2020: FM4 Award Nominierung[8]

## Weitere Projekte
2020 erschien das Album G’schichtn aus’m Wiener gemeinsam mit Fabian Bellefin auf Porzellan Records, bei dem Wiener Senioren in Kooperation mit Wiener Altersheimen in Form von Fotos, Texten und Album porträtiert wurden. Das Sozial-Musiprojekt wurde von SHIFT - Basis.Kultur gefördert und im Wiener Generationscafé Vollpension in Form eines Konzertes und einer Fotoausstellung mit Porträts von Ina Aydogan präsentiert.
2021 erschien Sophia Hagens Dokumentation To Be (A) Part, die chinesisch gelesene Wiener und Angehörige der sino-österreichischen Community in Wien porträtiert. Das Projekt wurde gefördert von SHIFT - Basis.Kultur.
Sophia Hagen war 2023 Mitglied der dreiköpfigen Jury des CASH.FOR.CULTURE-Awards für junge Kulturschaffende.